# Philip S. W. Goldson International Airport
Philip S. W. Goldson International Airport is de grootste luchthaven van Belize en gelegen nabij Belize City in Ladyville. Vanaf de luchthaven kan worden gevlogen naar Noord- en Centraal-Amerika. De luchthaven is vernoemd naar politicus Philip Goldson en is de hub voor Maya Island Air en Tropic Air.

## Geschiedenis
De bouw van Philip S. W. Goldson International Airport begon in 1943 en in 1944 werd de eerste terminal gebouwd en op 15 januari 1945 geopend. Op 7 februari 1988 kreeg de luchthaven haar huidige naam en werd in 2004 geprivatiseerd.

## Luchtvaartmaatschappijen en bestemmingen

### Passagiers
Vanaf Philip S. W. Goldson International Airport kan worden gevlogen met de volgende luchtvaartmaatschappijen naar de volgende bestemmingen (september 2024):
| Luchtvaartmaatschappij | Bestemmingen                                                                                           |
| ---------------------- | --- |
| Air Canada Rouge       | Seizoensgebonden: Toronto                                                                              |
| Alaska Airlines        | Los Angeles Seizoensgebonden: Seattle                                                                  |
| American Airlines      | Dallas, Miami Seizoensgebonden: Charlotte                                                              |
| Copa Airlines          | Panama-Stad                                                                                            |
| Delta Air Lines        | Atlanta Seizoensgebonden: Minneapolis                                                                  |
| JetBlue                | New York                                                                                               |
| Maya Island Air        | Caye Caulker, Caye Chapel, Dangriga, Placencia, San Pedro                                              |
| Southwest Airlines     | Houston Seizoensgebonden: Baltimore, Denver                                                            |
| Sun Country Airlines   | Seizoensgebonden: Minneapolis                                                                          |
| TAG Airlines           | Guatemala-Stad                                                                                         |
| Tropic Air             | Cancún, Caye Caulker, Dangriga, Placencia, Punta Gorda, Roatán, San Pedro, San Pedro Sula              |
| United Airlines        | Houston Seizoensgebonden: Chicago, Denver, Los Angeles, Newark, San Francisco (vanaf 21 december 2024) |
| WestJet                | Seizoensgebonden: Calgary, Toronto                                                                     |

### Vracht
Daarnaast heeft de luchthaven vrachtverbindingen met de volgende luchthavens:
| Luchtvaartmaatschappij | Bestemmingen        |
| ---------------------- | ------------------- |
| Amerijet International | Miami, San Salvador |